# 佐伯祐行
佐伯祐行（日语：／ Saeki Hiroyuki，1987年7月8日—），日本男子羽毛球运动员。岡山縣倉敷市出生，畢業於倉敷市立連島中学校、岡山県立水島工業高校及日本大学，2010年4月起加入日本Unisys株式會社羽毛球隊。

## 簡歷
2010年4月，佐伯祐行出戰秘魯羽毛球國際賽的男單及男雙賽事，但分別在決賽落敗，僅得兩項亞軍。
2012年，佐伯祐行在加拿大羽毛球公開賽男雙決賽，夥拍垰畑亮太以0比2（15-21, 10-21）負於隊友嘉村健士 / 園田啟悟，屈居亞軍。

## 主要比賽成績
只列出曾進入準決賽的國際賽事成績：
| 年份   | 賽事                   | 公開賽級別 | 項目     | 拍檔     | 成績   |
| ------ | ---------------------- | ---------- | -------- | -------- | ------ |
| 2010年 | 波蘭羽毛球國際賽       | 國際挑戰賽 | 男子單打 | －       | 亞軍   |
| 2010年 | 秘魯羽毛球國際賽       | 國際挑戰賽 | 男子單打 | －       | 亞軍   |
| 2010年 | 秘魯羽毛球國際賽       | 國際挑戰賽 | 男子雙打 | 小宮山元 | 亞軍   |
| 2011年 | 奧地利羽毛球國際挑戰賽 | 國際挑戰賽 | 男子雙打 | 垰畑亮太 | 亞軍   |
| 2012年 | 奧地利羽毛球國際挑戰賽 | 國際挑戰賽 | 男子雙打 | 垰畑亮太 | 亞軍   |
| 2012年 | 加拿大羽毛球大獎賽     | 大獎賽     | 男子雙打 | 垰畑亮太 | 亞軍   |
| 2012年 | 日本羽毛球超級賽       | 超級賽     | 男子雙打 | 垰畑亮太 | 準決賽 |
| 2012年 | 蘇格蘭羽毛球國際賽     | 國際挑戰賽 | 男子雙打 | 垰畑亮太 | 亞軍   |
| 2013年 | 奧地利羽毛球國際挑戰賽 | 國際挑戰賽 | 男子雙打 | 垰畑亮太 | 冠軍   |
| 2013年 | 東亞運動會羽毛球比賽   | 其他       | 男子雙打 | 垰畑亮太 | 銅牌   |
| 2014年 | 中華台北羽球黃金大獎賽 | 黃金大獎賽 | 男子雙打 | 垰畑亮太 | 準決賽 |
| 2014年 | 俄羅斯羽毛球大獎賽     | 大獎賽     | 男子雙打 | 垰畑亮太 | 準決賽 |
| 2014年 | 韓國羽毛球大獎賽       | 大獎賽     | 男子雙打 | 垰畑亮太 | 準決賽 |
| 2016年 | 亞洲羽毛球團體錦標賽   | 其他       | 男子團體 | －       | 亞軍   |
| 2016年 | 中華台北羽球大師賽     | 大獎賽     | 男子雙打 | 垰畑亮太 | 準決賽 |
| 2018年 | 大阪羽毛球國際挑戰賽   | 國際挑戰賽 | 男子雙打 | 橋本博且 | 冠軍   |
| 2018年 | 秋田羽毛球大師賽       | 超級100賽  | 男子雙打 | 橋本博且 | 亞軍   |

| 2007-2017年 | 首要超級賽 | 超級賽 | 黃金大獎賽 | 大獎賽 | 國際挑戰賽 | 國際系列賽 | 未來系列賽 | 其他 |

| 2018-2026年 | 總決賽 | 超級1000賽 | 超級750賽 | 超級500賽 | 超級300賽 | 超級100賽 | 國際挑戰賽 | 國際系列賽 | 未來系列賽 | 其他 |